# Moqueur grivotte
Allenia fusca
Genre
Espèce
Statut de conservation UICN

 LC  : Préoccupation mineure
Le Moqueur grivotte (Allenia fusca) est une espèce de passereau de la famille des Mimidae.
Cet oiseau réside à travers les petites Antilles.

## Sous-espèces
Selon la classification de référence du Congrès ornithologique international (14.2, 2024) :
- A. f. hypenema (Buden, 1993) — nord des petites Antilles
- A. f. vicente (Kratter & Garrido, 1996) — Saint-Vincent
- A. f. atlantica (Buden, 1993) — Barbade
- A. f. schwartzi (Buden, 1993) — Sainte-Lucie
- A. f. fusca (Müller, 1776 ) — Dominique, Martinique et Grenade